# Aragatsavan
Aragatsavan (en armenio: Արագածավան, antiguamente conocida como Alagyoz) es una comunidad rural de Armenia ubicada en la provincia de Aragatsotn.
En 2009 tenía 5785 habitantes.
La localidad es conocida por sus minas de perlita, que le dieron un carácter industrial durante el período soviético. En 1974 llegó a obtener el estatus de asentamiento de tipo urbano, pero tras la independencia de Armenia volvió a ser oficialmente un pueblo.
Se sitúa sobre la carretera H17, en la frontera con Turquía.

## Demografía
Evolución demográfica:
| Año        | 1873 | 1922 | 1939 | 1959 | 1970 | 1979 | 2008 |
| Habitantes | 95   | 126  | 678  | 2468 | 4739 | 4820 | 5531 |